# Februarie 1991
Acest articol este generat integral pe baza informațiilor din articolul 1991 și este actualizat periodic de un robot.
 Editările făcute în articol vor fi șterse la următoarea actualizare! Dacă doriți să faceți modificări, editați articolul-sursă.

ianuarie -
februarie -
martie -
aprilie -
mai -
iunie -
iulie -
august -
septembrie -
octombrie -
noiembrie -
decembrie
Februarie 1991 a fost a doua lună a anului și a început într-o zi de vineri.

## Evenimente
- 1 februarie: România a obținut statutul de „invitat special” la Consiliul Europei. La 7 octombrie 1993 va avea loc ceremonia de aderare a României ca membru cu drepturi depline.
- 20 februarie: În România intră în vigoare Legea fondului funciar. 80% din proprietatea arabilă a țării devine proprietate privată. Eliberarea titlurilor de proprietate s-a încheiat în 1999. Ulterior, legea a fost criticată pentru că a dus la fărâmițarea suprafeței agricole a României.

## Nașteri
- 1 februarie: Cristian Cherchez (Cristian George Cherchez), fotbalist român (atacant)
- 2 februarie: Nathan Delfouneso, fotbalist britanic
- 3 februarie: Ina Budeștean, fotbalistă din R. Moldova
- 3 februarie: Camelia Hristea, jucătoare română de tenis
- 5 februarie: Henriette Confurius, actriță germană
- 8 februarie: Aristidis Soiledis, fotbalist grec
- 10 februarie: Emma Roberts (Emma Rose Roberts), actriță americană
- 11 februarie: Adrian Stoian (Adrian Marius Stoian), fotbalist român
- 11 februarie: Adrian Marius Stoian, fotbalist român
- 13 februarie: Eliaquim Mangala, fotbalist francez
- 13 februarie: Vianney (Vianney Bureau), cantautor francez
- 15 februarie: Rich Swann (Richard Swann), wrestler american
- 17 februarie: Mirela Lavric, atletă română
- 17 februarie: Ed Sheeran (Edward Christopher Sheeran), cântăreț, compozitor, producător de înregistrări și actor britanic
- 19 februarie: Constantin Mandrîcenco, fotbalist din R. Moldova
- 20 februarie: Robert Gucher, fotbalist austriac
- 20 februarie: Alexandru Lazăr, fotbalist român
- 21 februarie: Riyad Mahrez, fotbalist algerian
- 22 februarie: Robin Stjernberg, cântăreț suedez
- 23 februarie: Diana Stoica, politiciană română
- 26 februarie: Marie-Florence Candassamy, scrimeră franceză
- 26 februarie: CL (Lee ChaeRin), cântăreață sud-coreeană
- 26 februarie: CL, cântăreață sud-coreeană

## Decese
- 9 februarie: Florin Mugur, 57 ani, scriitor român (n. 1934)
- 11 februarie: Vasile Nițulescu, 65 ani, actor român (n. 1925)
- 13 februarie: Arno Breker, 90 ani, sculptor german (n. 1900)
- 13 februarie: André Pieyre de Mandiargues, 82 ani, romancier francez (n. 1909)
- 13 februarie: Georg Moritz, Prinț Ereditar de Saxa-Altenburg (n. Wilhelm Georg Moritz Ernst Albert Frederick Karl Konstantin Eduard Max), 90 ani (n. 1900)
- 24 februarie: Q3832557, actriță italiană (n. 1914)